# Aspiratore elicoidale

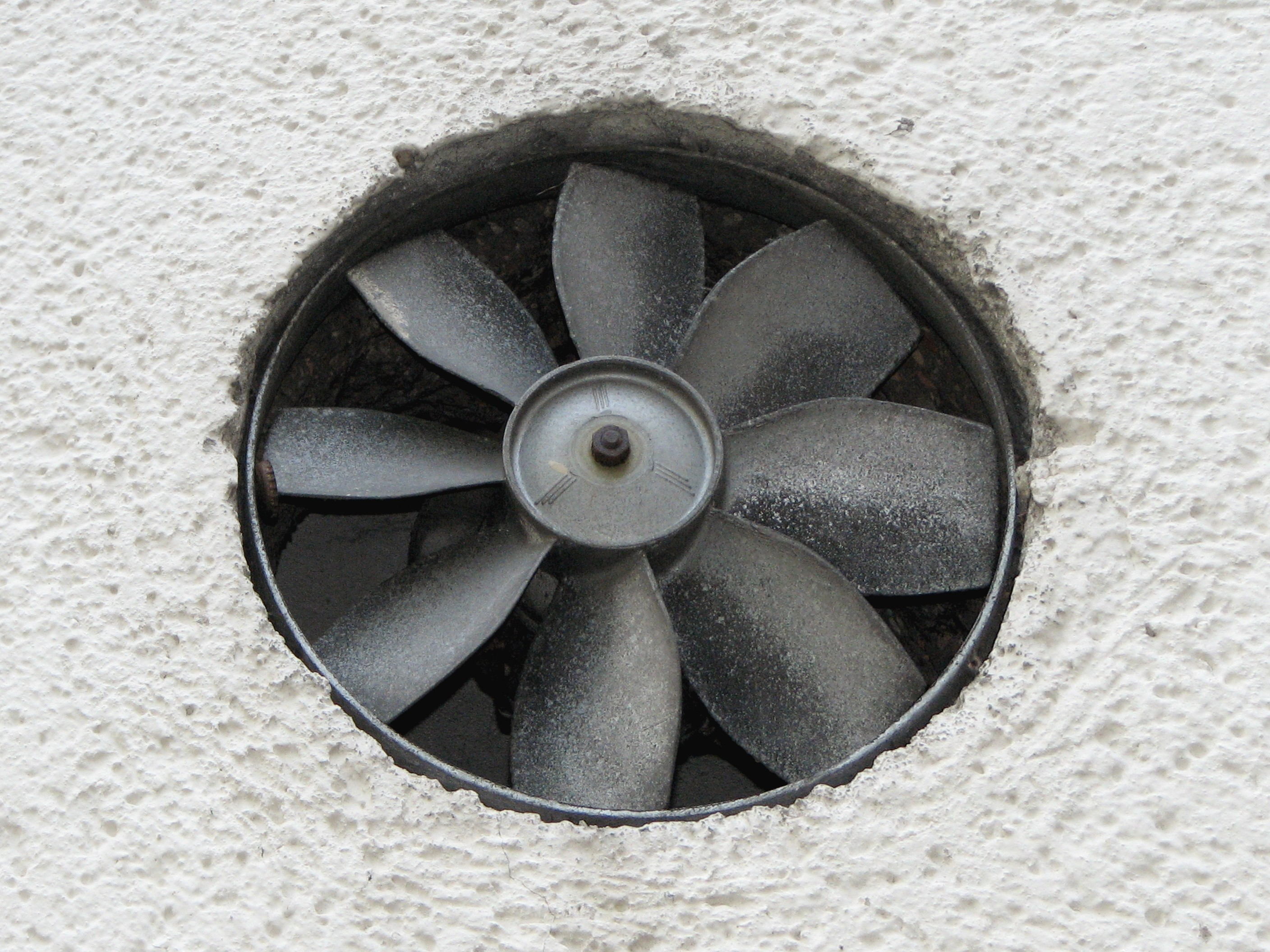
Un aspiratore elicoidale

L'aspiratore elicoidale è una ventola di aspirazione elettrica adatta per i ricambi d'aria sia per gli ambienti pubblici che per quelli privati. Ne esistono tre tipi: applicazioni murali per pareti e soffitto, applicazioni per vetri e applicazioni industriali.

## Composizione e funzionamento
L'aspiratore elicoidale è composto da un motore elettrico, da un'elica e da una griglia di protezione interna (ed esterna in alcuni modelli) infortunistica e contro i volatili. Alcuni modelli possono essere provvisti di serranda a gravità elettrica posta sul lato aspirazione che si apre al funzionamento dell'apparecchio. Il funzionamento è questo: l'aria viene aspirata dall'interno e buttata fuori. L'aspiratore viene comandato da un interruttore di comando oppure si può attivare all'accensione della luce, specie nei bagni ciechi.

## Applicazioni
Esistono tre tipi di applicazione:

### Applicazioni murali

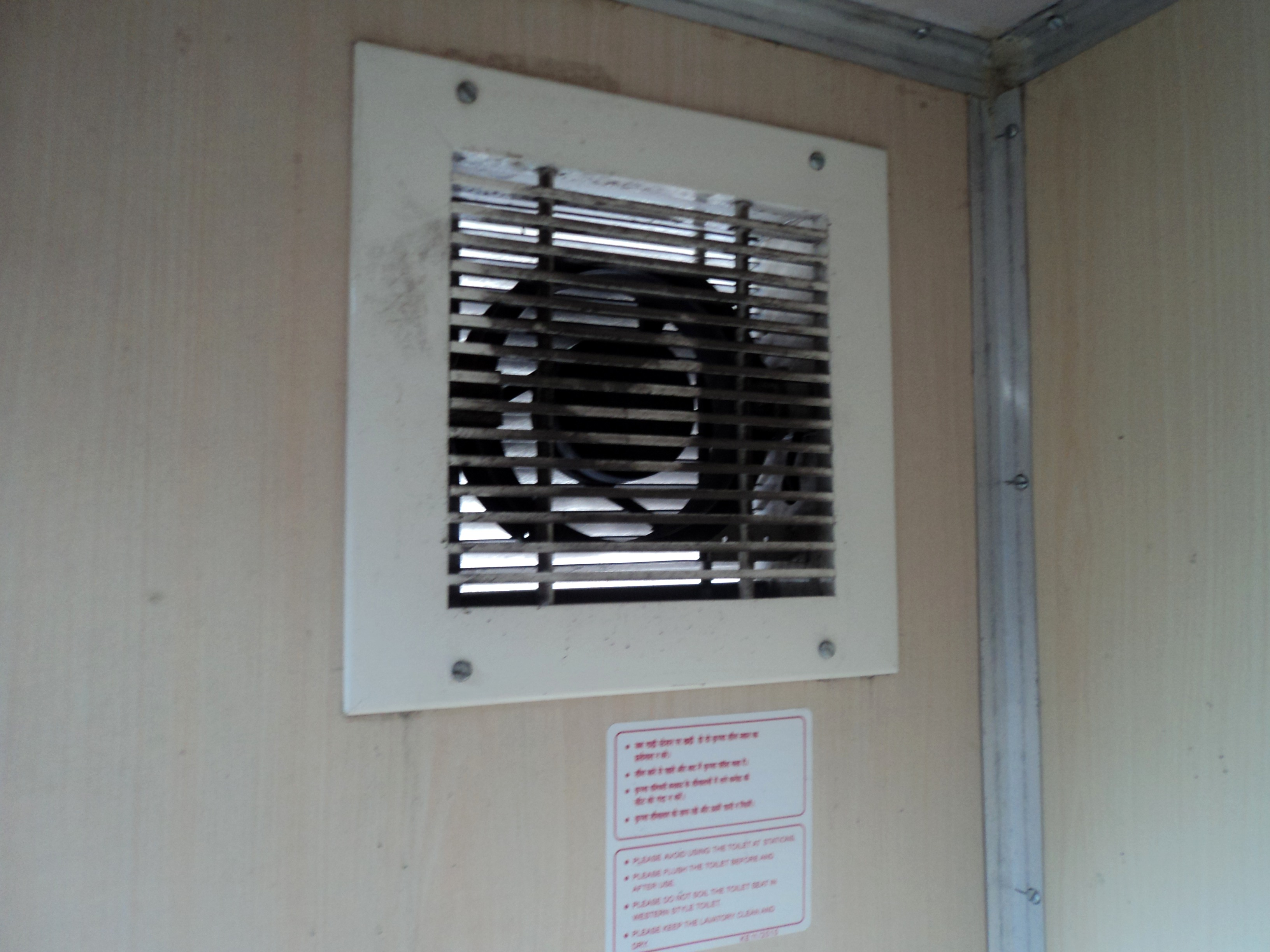
Un'applicazione per il bagno a parete

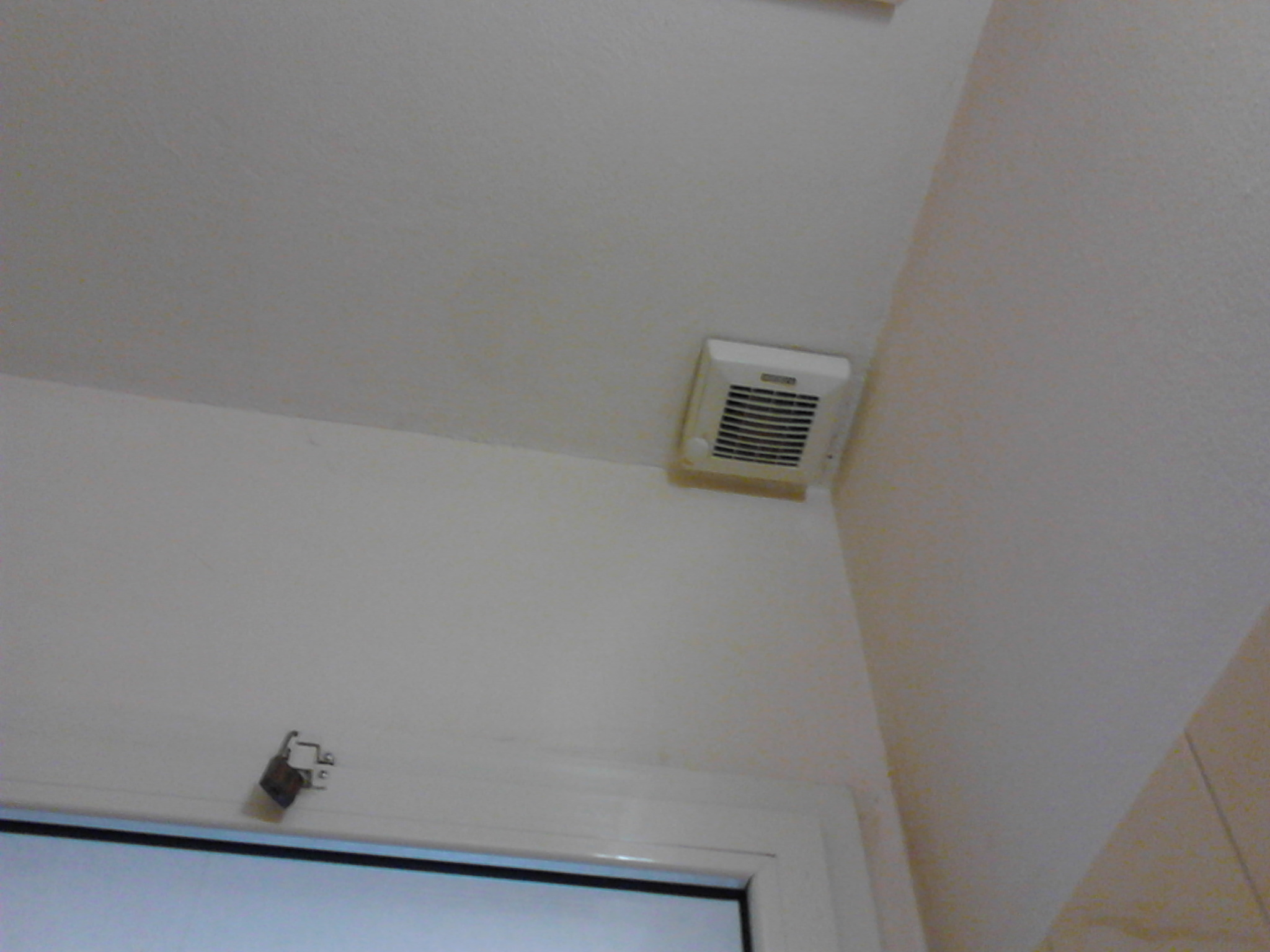
Un'applicazione per il bagno a soffitto

È il tipo più diffuso, utilizzato in ambito domestico, pubblico e privato e viene impiegato soprattutto per i bagni. Possono essere di dimensioni piccole, medie o grandi.

### Applicazioni per i vetri

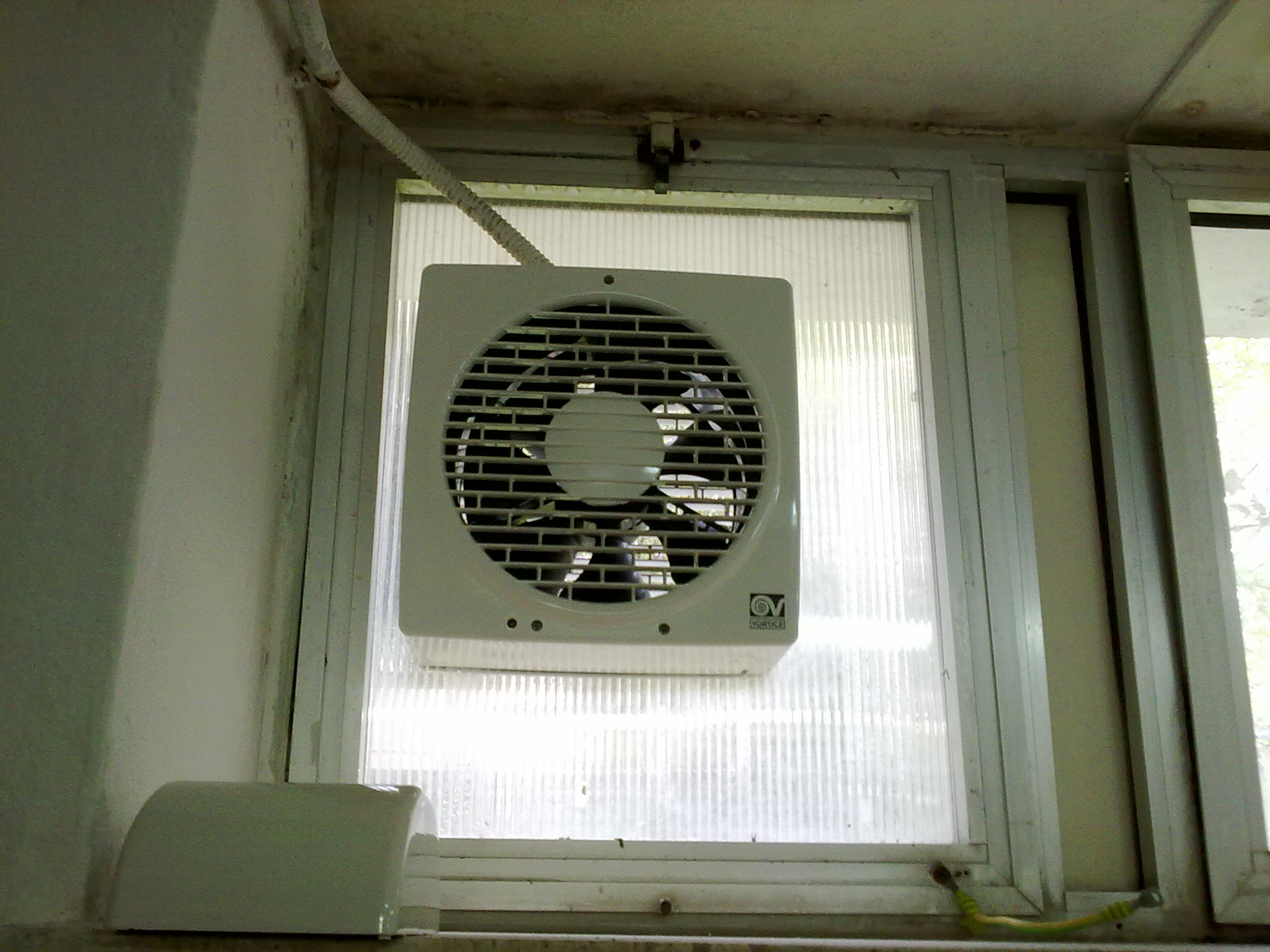
Un'applicazione per i vetri

Simili al tipo di applicazione precedente, ma possono essere applicati anche sui vetri, ad esempio sulle finestre. Anch'essi possono essere di dimensioni piccole, medie o grandi. Alcuni aeratori con chiusura per vetri sono dotati di un motore elettrico collegato all'elica e azionato da un interruttore di comando. Le caratteristiche e il funzionamento sono uguali agli omonimi aeratori eolici anch'essi per vetri, ma in questo caso l'elica viene azionata dal motore elettrico.

### Applicazioni commerciali e industriali

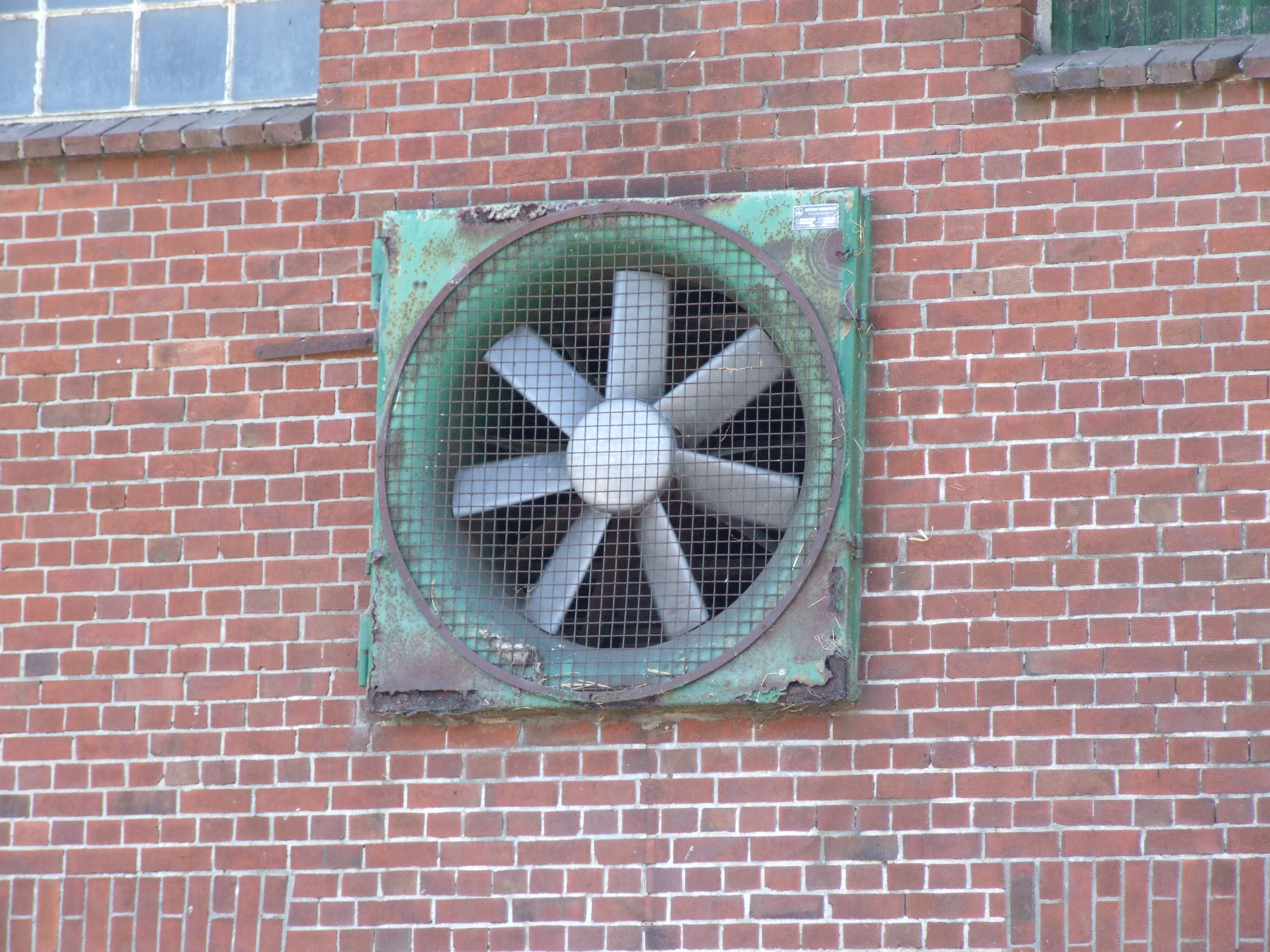
Un'applicazione per uso industriale

Gli aspiratori elicoidali industriali sono più grandi e più complessi rispetto alle applicazioni precedenti e sono dotati di motore AC, di una griglia di protezione dai volatili e di protezione infortunistica e vengono applicati in vari ambienti commerciali, industriali e di lavoro come le fabbriche, le falegnamerie, i panifici, i caseifici, i supermercati, i teatri, gli ospedali, le piscine e così via.

## Vantaggi e svantaggi

### Vantaggi
Il vantaggio principale è l'eliminazione dei cattivi odori facendo così un buon ricambio d'aria nell'ambiente.

### Svantaggi
In caso di giornate di vento molto forte possono verificarsi dei rientri dell'aria a impianto. In questo caso si può ricorrere alla serranda a gravità che impedisce i rientri dell'aria.

### Aspiratori elicoidali per uso industriale e lavorativo

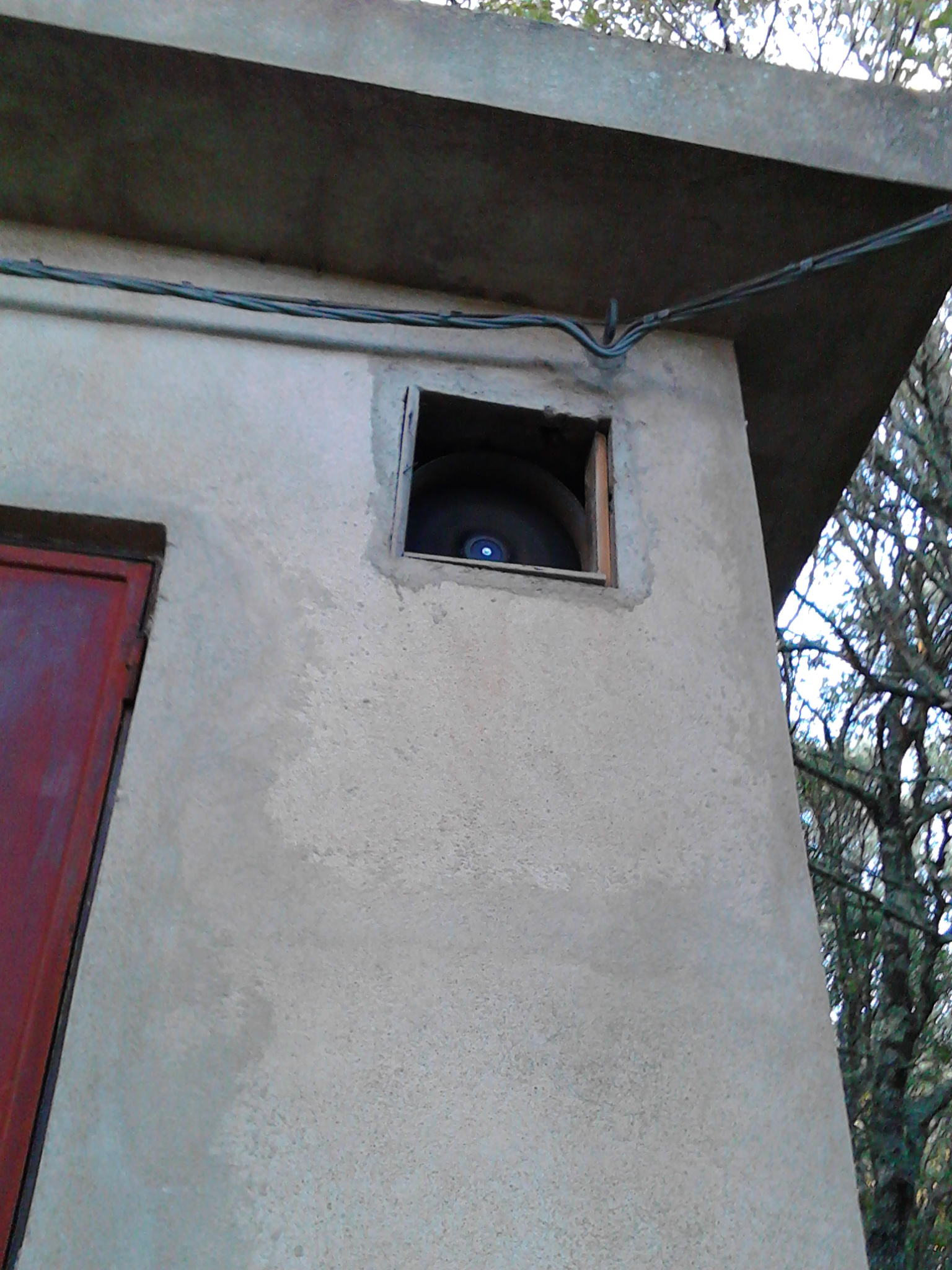
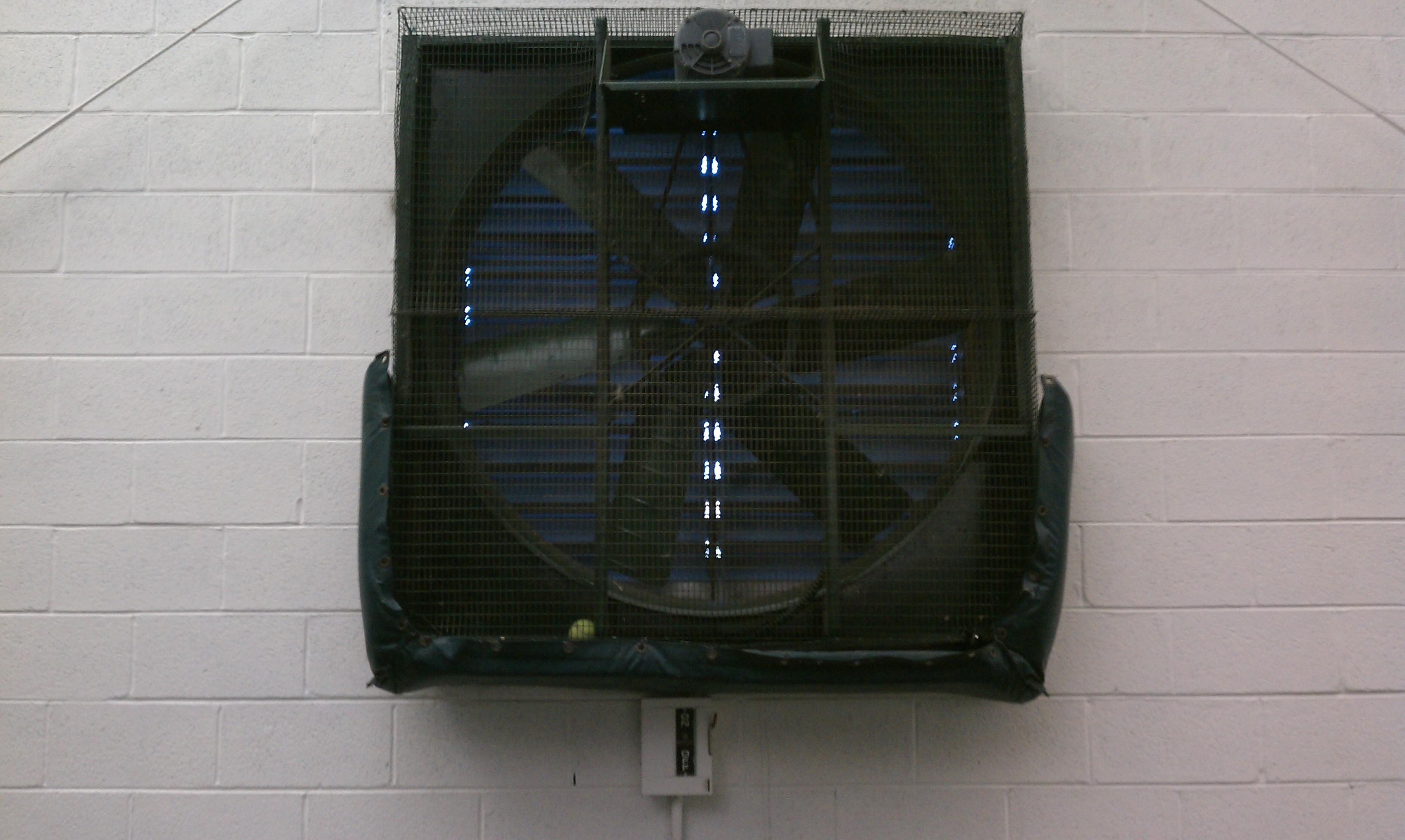
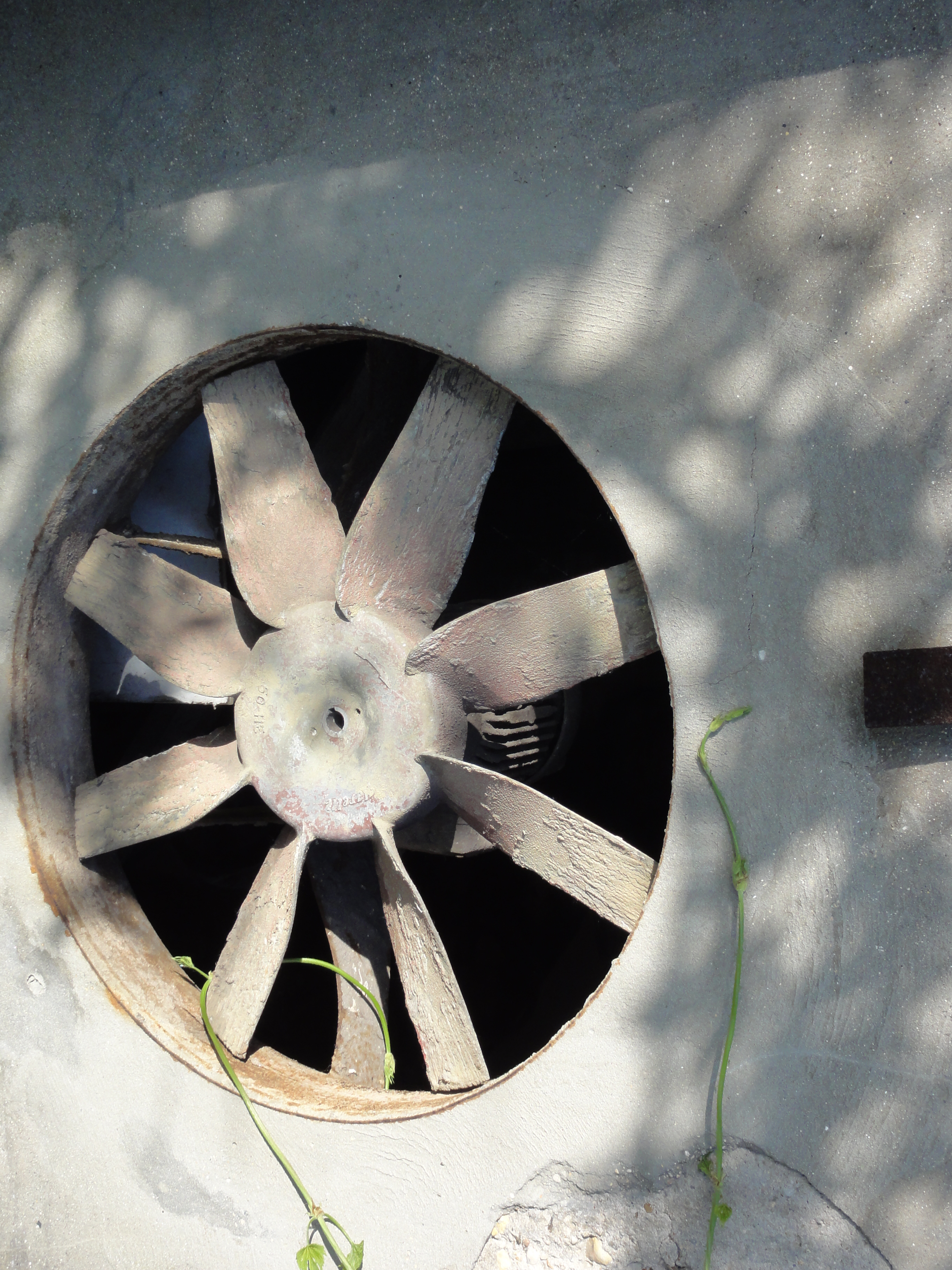
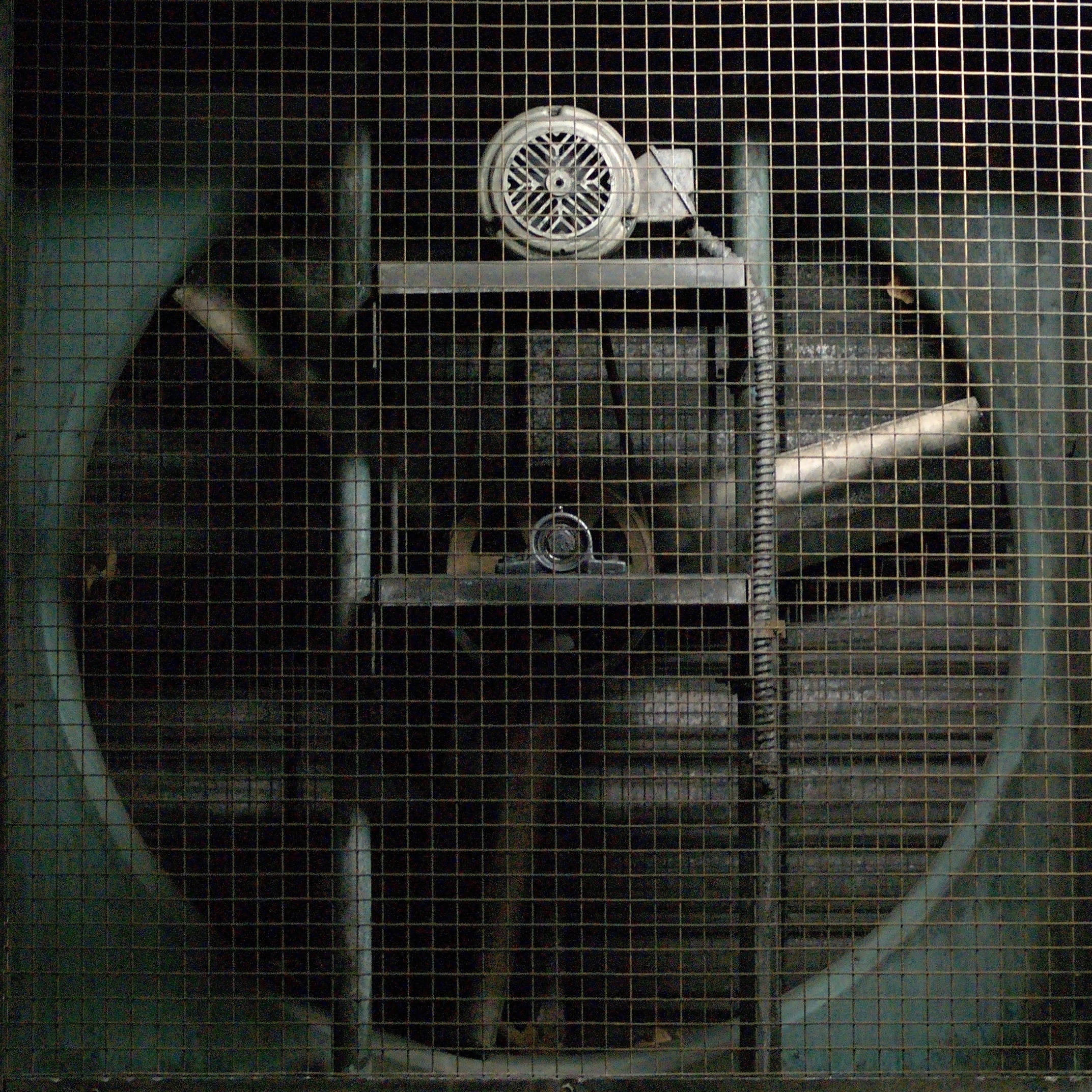
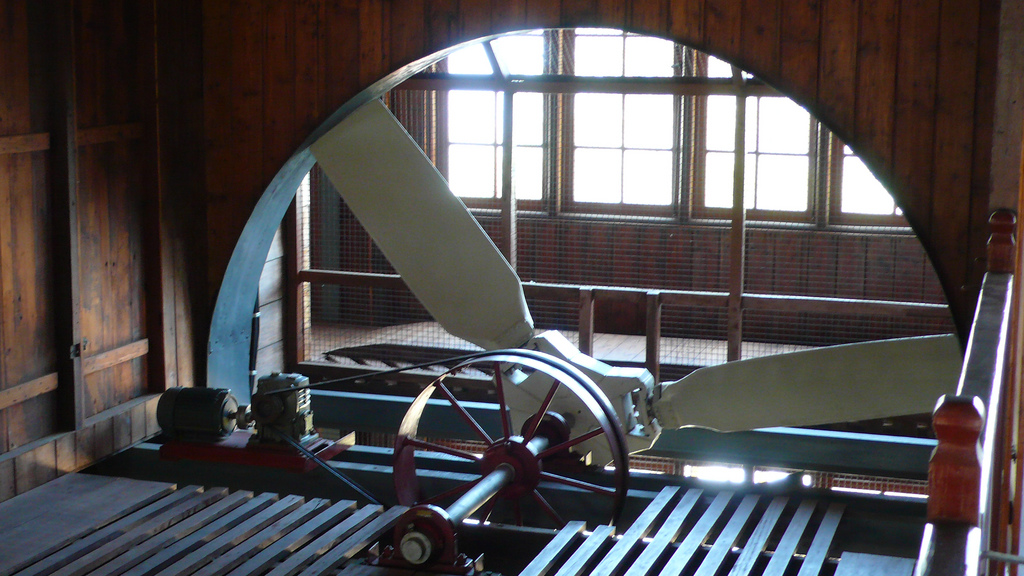
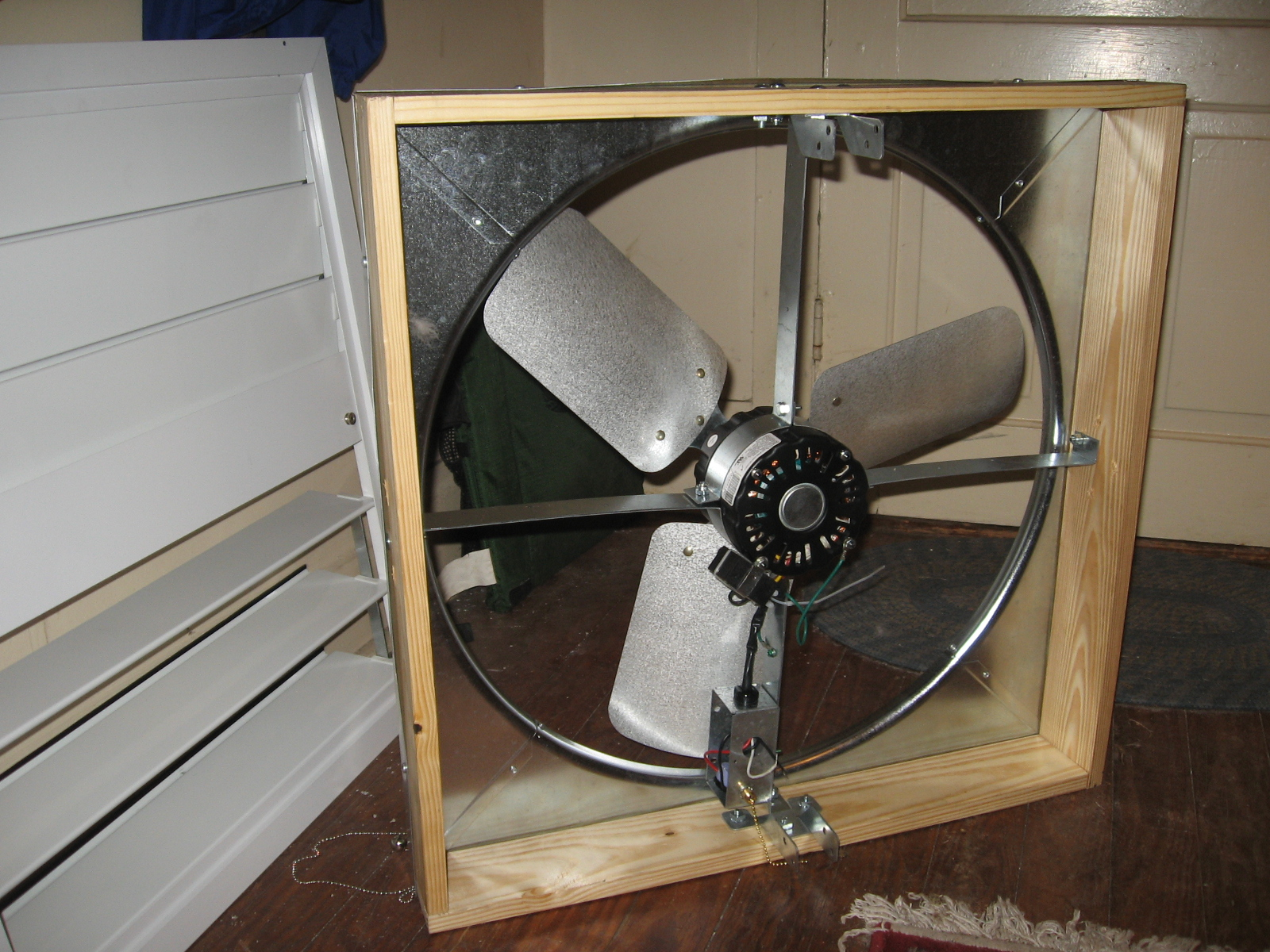

### Aspiratori elicoidali per il bagno

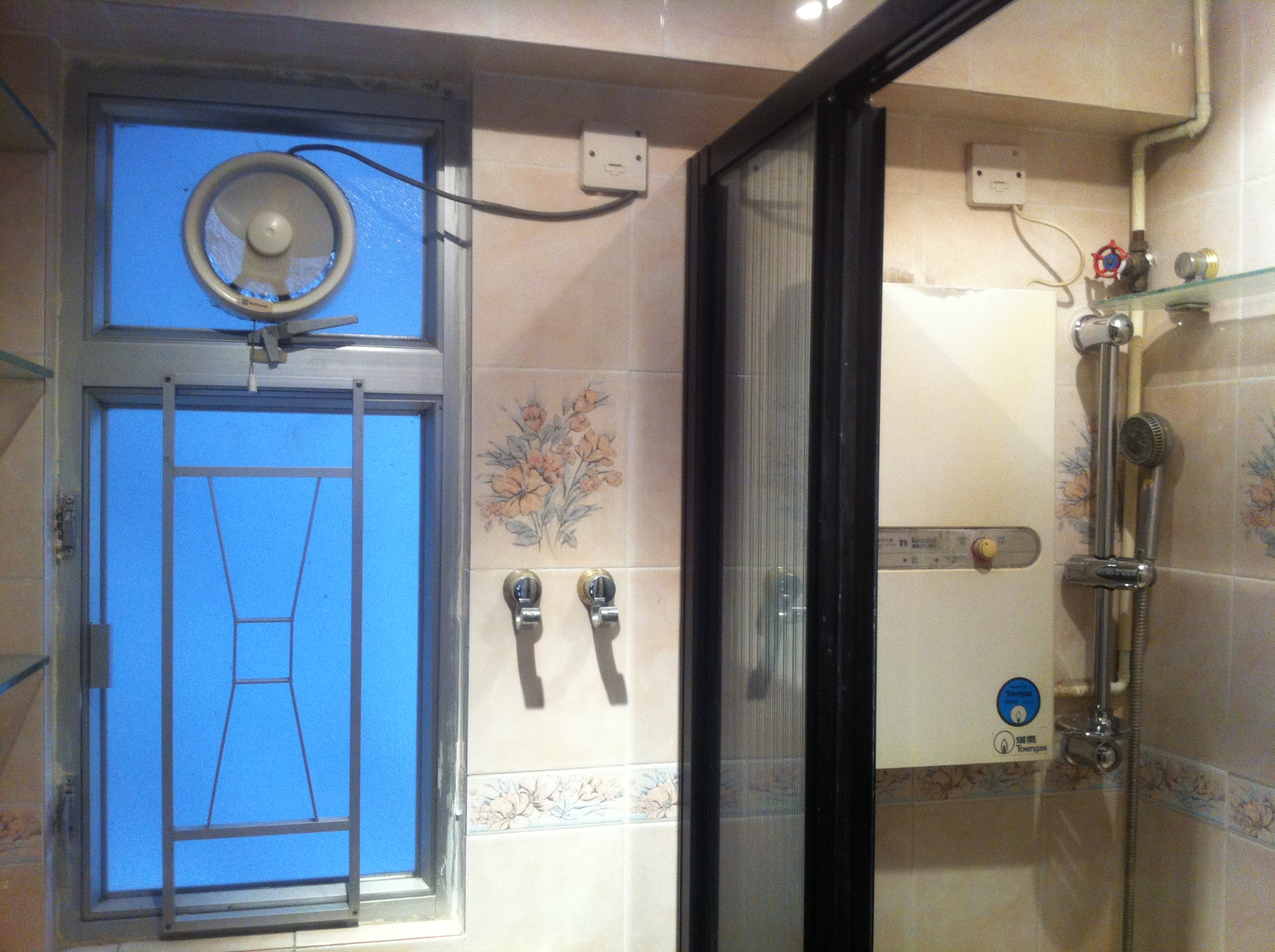
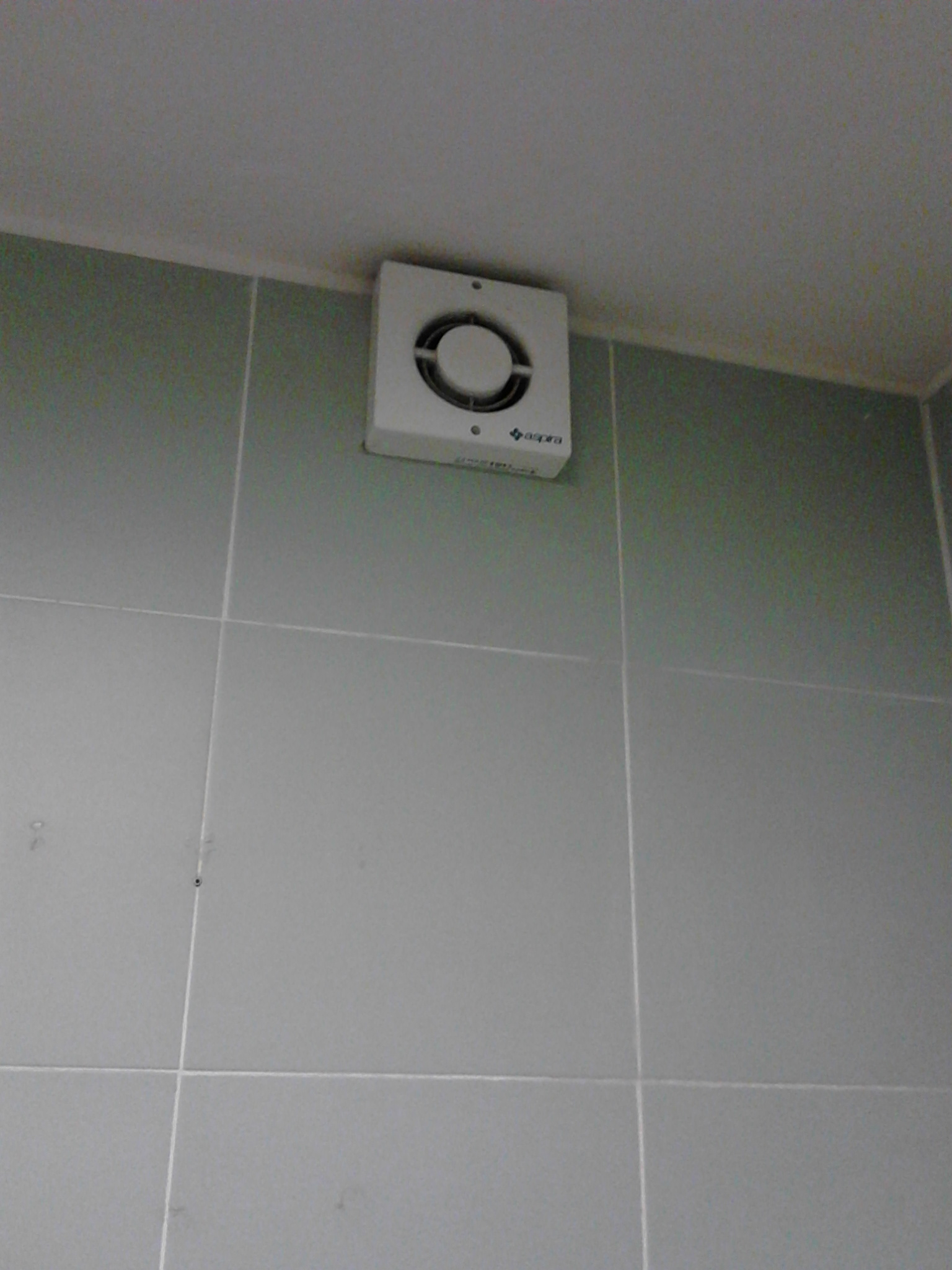
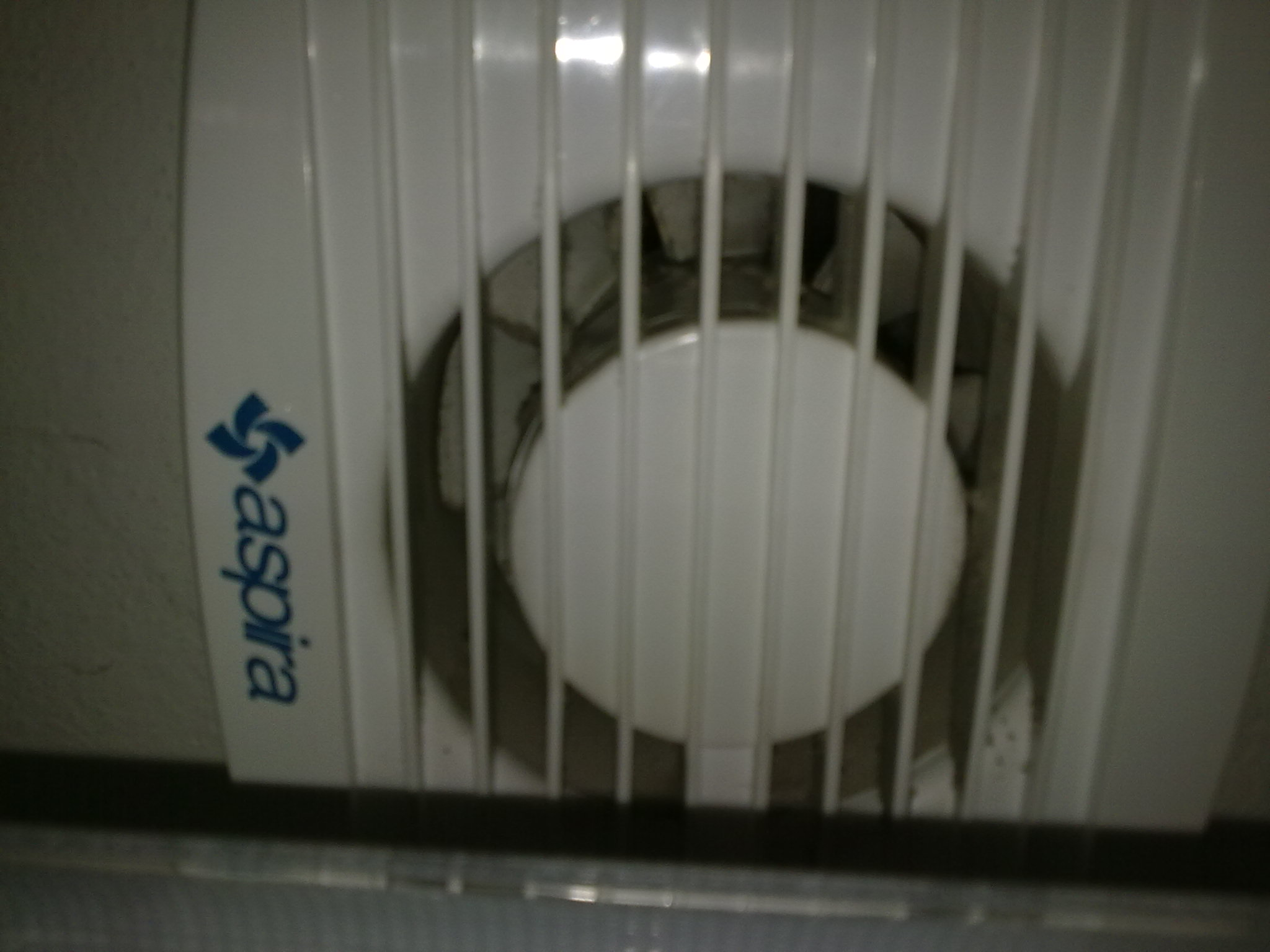
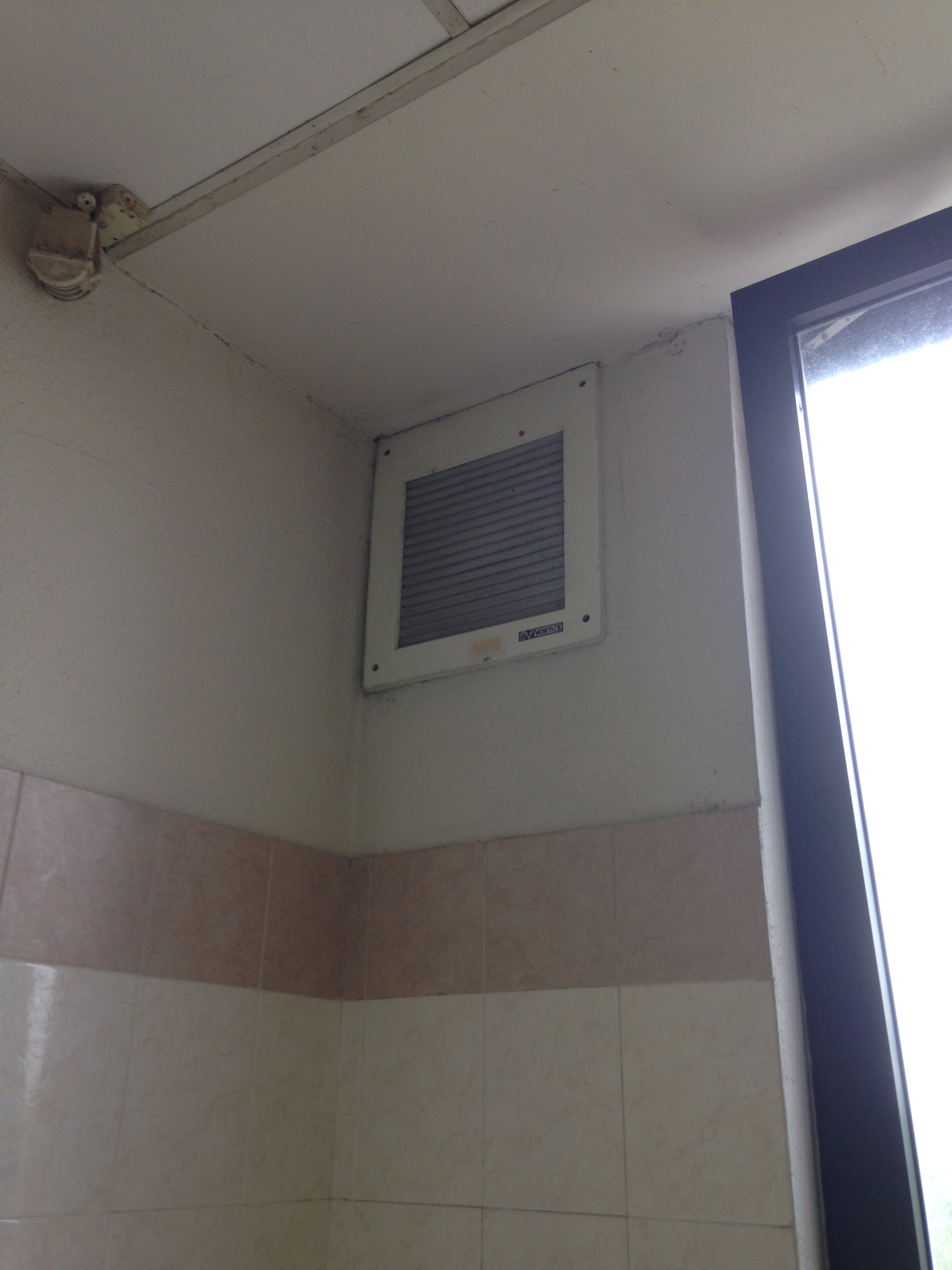
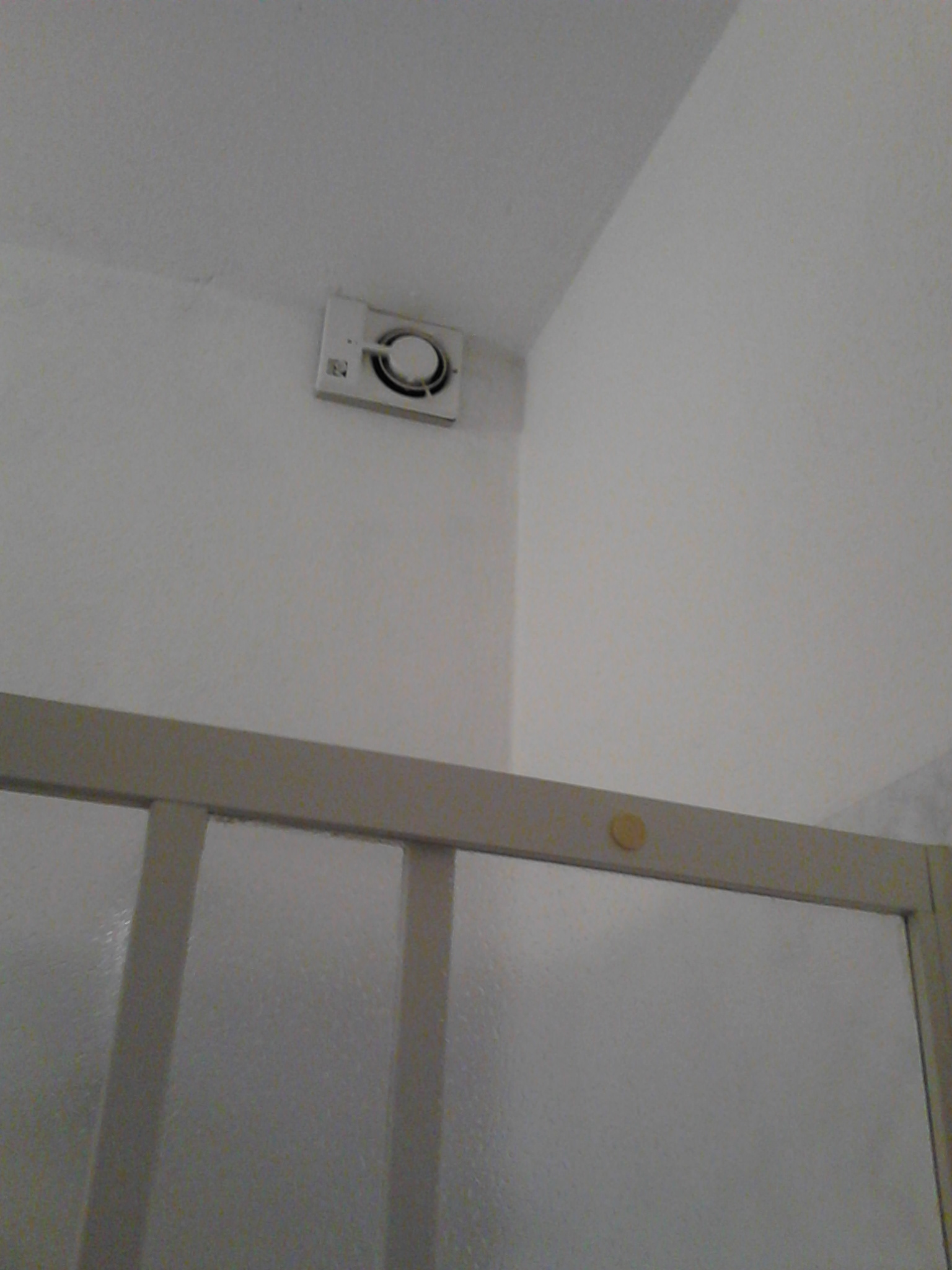
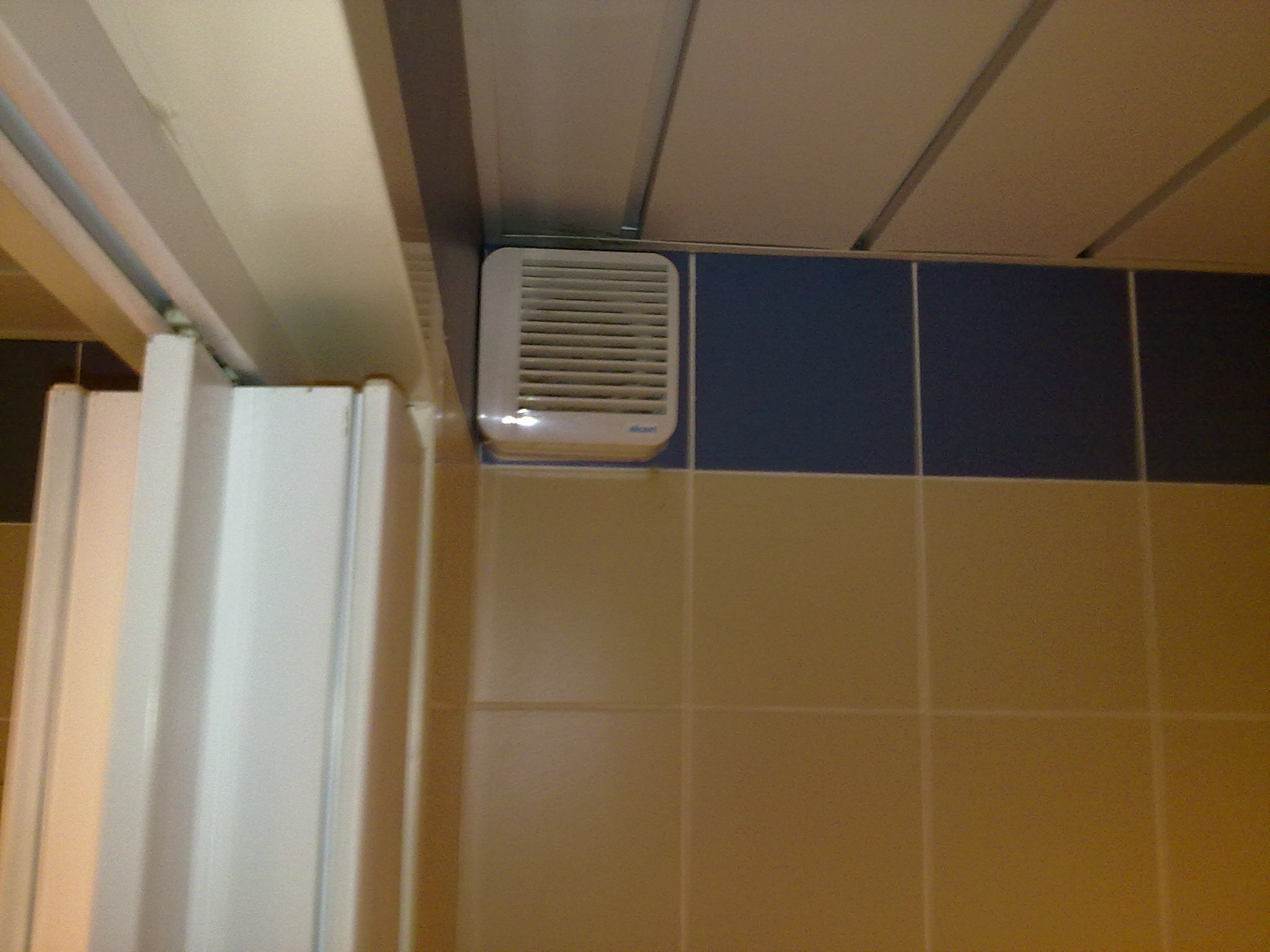

### Aspiratori elicoidali per la cucina

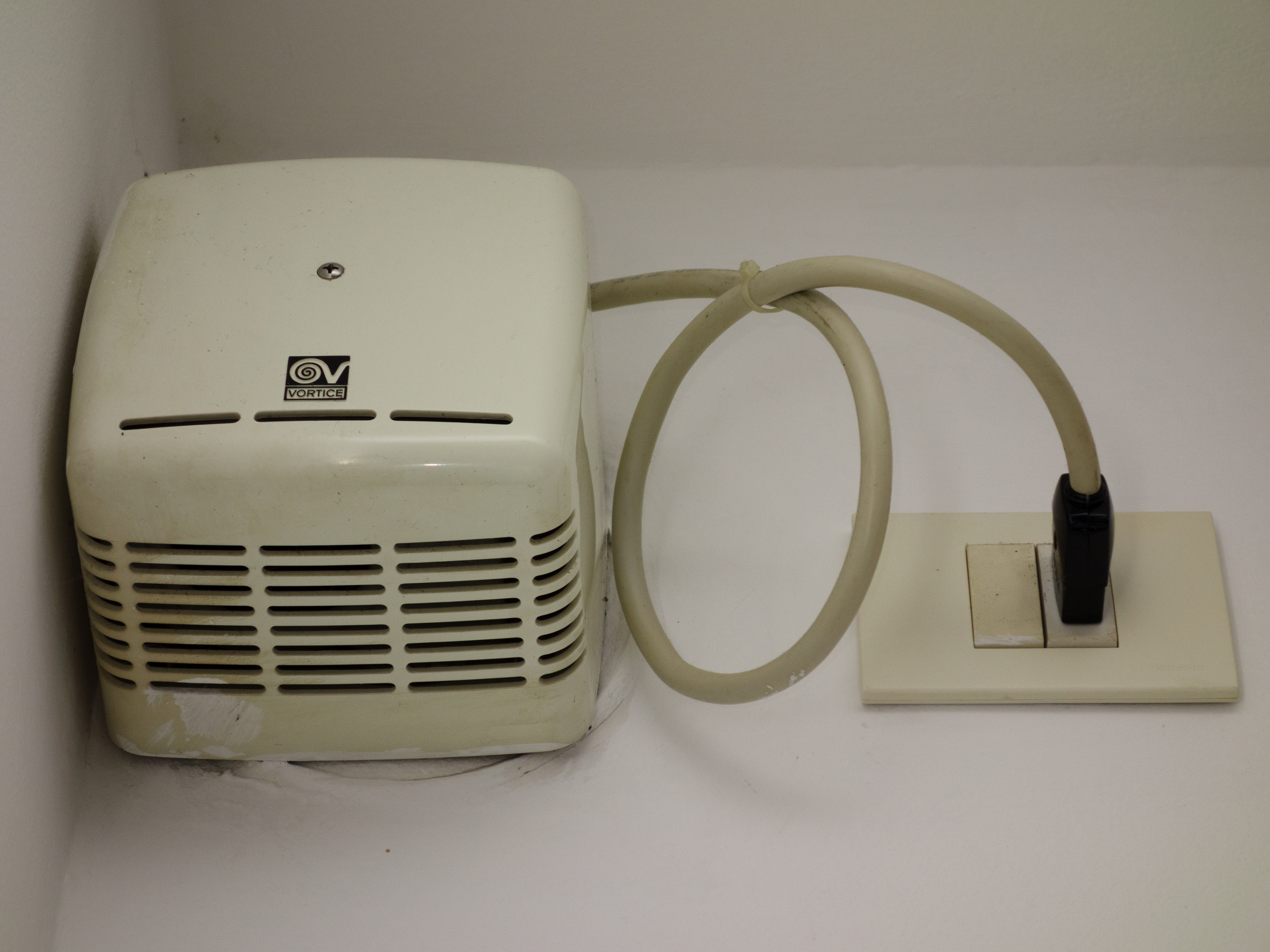